# Swertia davidii
Swertia davidii (còn gọi là cây khổ sâm Trung Quốc, trong số nhiều tên phổ biến khác) là một loài thực vật có hoa thuộc họ Long đởm (Gentianaceae), có nguồn gốc từ Trung Quốc, Nhật Bản và Hàn Quốc. Nó mọc ở những đồng cỏ ẩm ướt, thảo nguyên và rừng ở độ cao 500–3000 m.  Loài này được Franch. miêu tả khoa học đầu tiên năm 1887.

## Miêu tả
S. davidii có thân ngắn và lá hình mũi mác và có răng cưa. Hoa có màu xanh vàng, hình ống, 5 thùy, dài khoảng 1 cm. Hạt nhỏ, hình trứng, màu đen. Cây con có lá mầm thuôn dài, dài khoảng 2 cm, cuống lá ngắn.

## Phân bổ
S. davidii có nguồn gốc từ Trung Quốc, Ấn Độ và Nepal. Nó có thể được tìm thấy ở vùng Himalaya, mọc ở những đồng cỏ ẩm ướt, đồng cỏ và dọc theo bờ suối.

## Công dụng và Lợi ích
S. davidii được sử dụng như một loại thuốc truyền thống của Trung Quốc để điều trị sốt, đau đầu và các bệnh khác. Nó cũng được sử dụng làm cây cảnh trong vườn.